# Rustan Älveby
Olof Rustan Älveby, född 10 september 1925 i Järnskogs församling, Värmlands län, död 25 februari 2012 i Haga församling, Göteborg
, var en svensk journalist. 
Älveby arbetade bland annat som journalist på Sveriges Radio och var med och refererade från boxningsmatchen mellan Ingemar Johansson och Floyd Patterson 1959 tillsammans med Arne Thorén. 
Han var även lärare på Journalisthögskolan i Göteborg.
Den 13 oktober 1962 sändes Svensktoppen för första gången, som ett inslag i programmet Svensklördag i Sveriges Radio P1 med Rustan Älveby som programledare. Han var även värd i programmet Sommar ett flertal gånger.
Rustan Älveby är begravd på Stampens kyrkogård i Göteborg.